# Jaime Parada

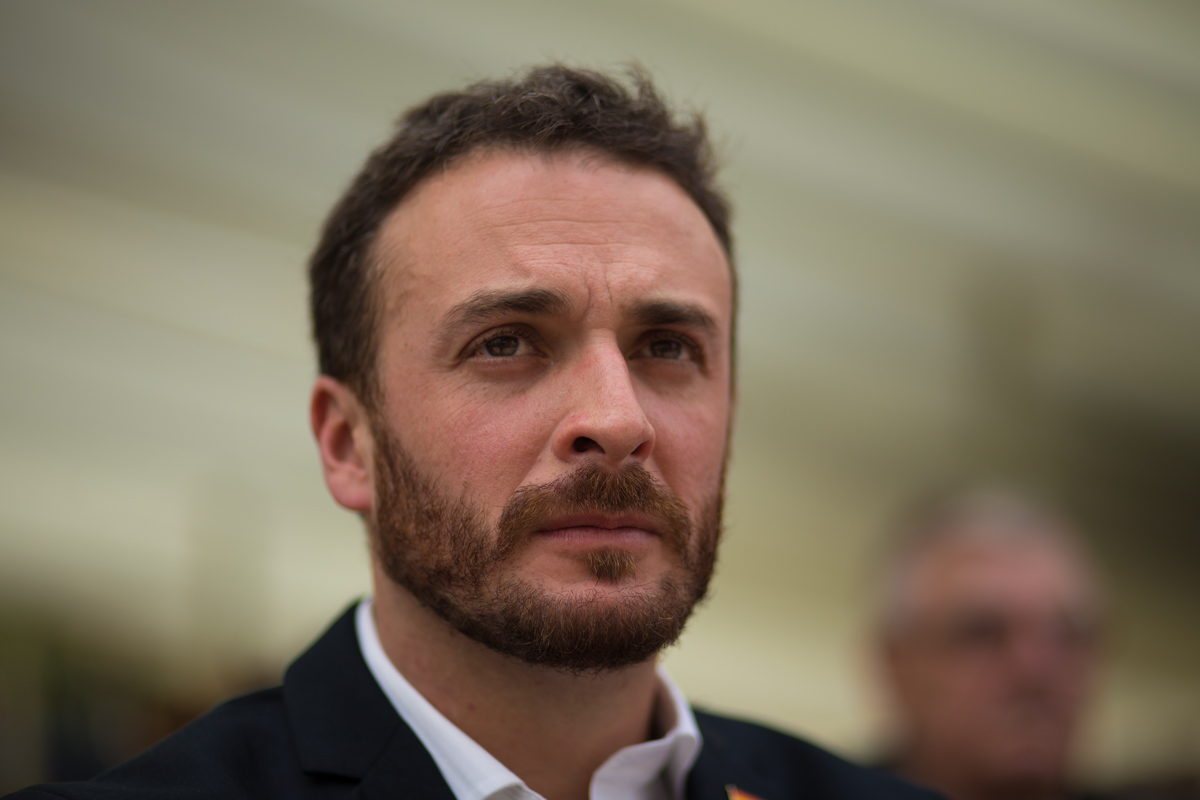
Jaime Parada

Jaime Parada (* 2. November 1977 in Santiago de Chile) ist ein chilenischer Historiker und Politiker der Partido Progresista.

## Leben
Parada studierte an der Universidad Finis Terrae und an der Päpstlichen Katholischen Universität von Chile Geschichte. Parada ist seit 6. Dezember 2012 Abgeordneter im Nationalkongress. Er ist Sprecher der chilenischen Organisation MOVILH, die sich für die Rechte von homo- und transsexuellen Menschen in Chile einsetzt.